# Whole Lotta Red
Whole Lotta Red (укр. «Весь у червоному») — другий студійний альбом американського репера Playboi Carti, випущений 25 грудня 2020 року. Альбом містить гостьові участі від Ф'ючера, Кіда Каді і Каньє Веста .

## Історія
Назва альбому було оприлюднено 18 серпня 2018 року, коли Playboi Carti повідомив про новий проект.
4 березня 2019 року Карті повідомив для GQ, що креативним директором альбому стане Вірджіл Абло .
12 червня 2019 року з'явилася інформація, що на альбомі будуть гостьові участі від Trippie Redd і Gunna .
Під час свого виступу в клубі Rave / Eagles 28 липня 2019 року Playboi Carti оголосив, що хоче випустити альбом протягом наступних шістдесяти днів без появи гостей. Він сказав: «Я намагаюся випустити це лайно в найближчі 60 днів. Я не збираюся брехати, мені здається, що ми занадто багато працювали для цього моменту, тому я роблю це без будь-яких фітів».
В інтерв'ю Culture Kings 15 січня 2020 року репер сказав, що переніс дату випуску до 2020 року .
Пісня " @ MEH " була випущена як лід-сингл 16 квітня 2020 року, однак у фінальній версії альбому не з'явилася .
23 листопада 2020 року виконавець поділився в Instagram, що альбом був переданий його лейблу для подальшого випуску .
11 грудня 2020 року стрімер DJ Akademiks заявив під час прямої трансляції, що Каньє Вест і Метью Уільямс є виконавчими продюсерами альбому. Більше того, він поділився, що альбом вийде на католицьке Різдво, що пізніше підтвердили деякі із колег Playboi Carti 14 грудня 2020 року. Згодом червоні написи на стінах з'явилися в Сполучених Штатах разом із його датою випуску .
21 грудня 2020 року Карті показав обкладинку і офіційну дату релізу, яка збігається з католицьким Різдвом .
За словами Карті, проект покликаний довести його музичну майстерність: "Я готовий. Я готовий більше, ніж ви всі. Я намагаюся довести цим людям, що вмію читати реп. У мене є сильні рядки. У цьому вся суть Whole Lotta Red " .

## Назва
Назва у певній мірі вказує на приналежність репера до угруповання Bloods, а також на його залежність від червоного кодеїн-прометазінового сиропу, широко відомому як лін .

## Обкладинка
Обкладинка була опублікована 21 грудня 2020 року. Її створив дизайнер Юнг «Art Dealer» Чанг . Обкладинка представляє собою чорно-біле зображення репера зі слово «Red» великими червоними літерами в її верхній частині . На лівому боці обкладинки написано «Volume One Number One» . Вона пародіює Дейва Веніана .
Whole Lotta Red дебютував на першому місці в чартах Billboard 200 з 100,000 одиницями (включаючи 10,000 фізичних копій) . Це перший альбом Картера, який потрапив на перше місце в чарті . Реліз зібрав 126.43 мільйонів стрімів за шість днів .

## Список композицій
За даними сервісу Tidal .
| #   | Назва                                          | Автор | Продюсери                     | Тривалість |
| --- | ---------------------------------------------- | --- | ----------------------------- | ---------- |
| 1.  | «Rockstar Made»                                | Джордан Картер Richard Ortiz Jonah Abraham | F1lthy Jonah Abraham          | 3:13       |
| 2.  | «Go2DaMoon» (за участю виконавця Канье Веста)  | Картер Каньє Вест Wesley Glass | Wheezy                        | 1:59       |
| 3.  | «Stop Breathing»                               | Картер Ortiz Pierre Thevenot Thomas Ross | F1lthy Lukrative Ssort        | 3:38       |
| 4.  | «Beno!»                                        | Картер Tobias Dekker Jalan Lowe | Outtatown lil88               | 2:23       |
| 5.  | «JumpOutTheHouse»                              | Картер Tony Sun | Richie Souf                   | 1:33       |
| 6.  | «M3tamorphosis» (за участю виконавця Кід Каді) | Картер Скотт Мескаді Ortiz Gabriel Rousseau | F1lthy Gab3                   | 5:12       |
| 7.  | «Slay3r»                                       | Картер Roark Bailey Jeffrey Shannon | Roark Bailey Juberlee         | 2:44       |
| 8.  | «No Sl33p»                                     | Картер Kenneth Pannu | KP Abraham                    | 1:28       |
| 9.  | «New Tank»                                     | Картер Ortiz Abraham | F1lthy Abraham                | 1:29       |
| 10. | «Teen X» (за участю виконавця Ф'ючера)         | Картер Nayvadius Wilburn Jamaal Henry | Maaly Raw                     | 3:25       |
| 11. | «Meh»                                          | Картер Ortiz Dekker | Outtatown Art Dealer Star Boy | 1:58       |
| 12. | «Vamp Anthem»                                  | Картер Pannu | KP                            | 2:04       |
| 13. | «New N3on»                                     | Картер Henry | Maaly Raw                     | 1:56       |
| 14. | «Control»                                      | Картер Dekker Jung Cho Anton Mendo | Outtatown Art Dealer Starboy  | 3:17       |
| 15. | «Punk Monk»                                    | Картер Ortiz Thevenot Stefan Cismigiu | F1lthy Lukrative Lucian       | 3:49       |
| 16. | «On That Time»                                 | Картер Ortiz Mark Williams Raul Cubina | F1lthy Oji x Volta            | 1:42       |
| 17. | «King Vamp»                                    | Картер Cho | Art Dealer Outtatown Star Boy | 3:06       |
| 18. | «Place»                                        | Картер Jordan Jenks | П'єрр Борн                    | 1:57       |
| 19. | «Sky»                                          | Картер Cho | Art Dealer                    | 3:13       |
| 20. | «Over»                                         | Картер Cho | Art Dealer                    | 2:46       |
| 21. | «ILoveUIHateU»                                 | Картер Jenks | Pi'erre Bourne                | 2:15       |
| 22. | «Die4Guy»                                      | Картер Cho | Art Dealer Outtatown Star Boy | 2:11       |
| 23. | «Not PLaying»                                  | Картер Cho | Art Dealer                    | 2:10       |
| 24. | «F33l Lik3 Dyin»                               | Картер Bailey Sun Justin Vernon James Blake Rob Moose Bradley Cook Michael Lewis Michael Noyce Brandon Burton Jeremy Nutzman Channy Leaneagh Glass Josh Berg | Bailey Richie Souf            | 3:24       |

Примітки
- «Control» містить семпл голосу стрімера DJ Akademiks.